# 西安城门

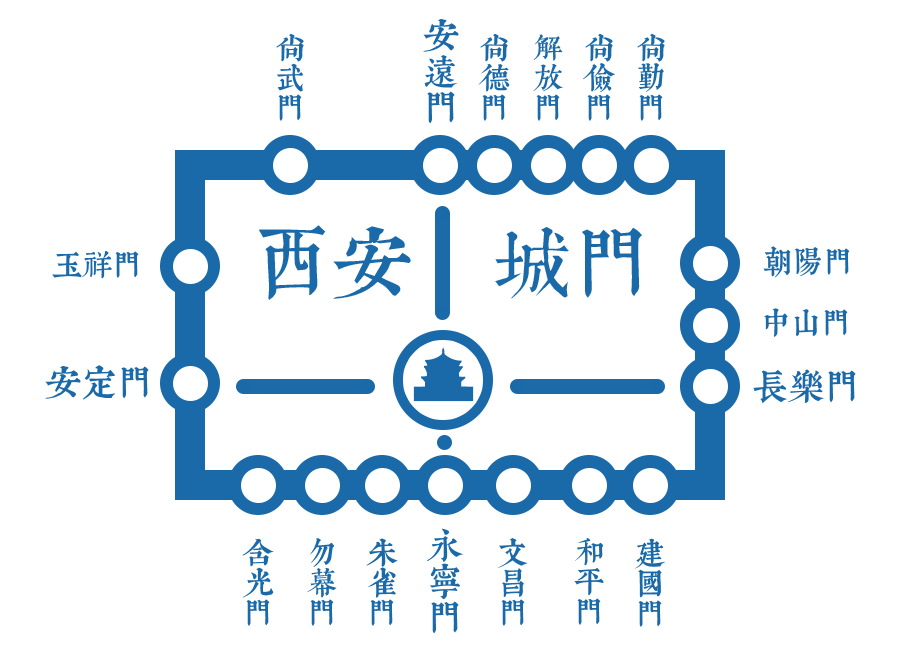
西安城墙各城门平面图示

西安城墙有东西南北四座城门，分别名长乐门、安定门、永宁门和安远门，门外均筑瓮城。每座门分为三重三楼，由外向内，分别是闸楼、箭楼和正楼。除南门箭楼外，其余各楼下都设拱形门洞，门洞高、宽各6米，深19.5米。正楼为重楼，面阔七间，进深二间，高36米，三层檐歇山顶，周围有回廊。箭楼面阔十一间，进深二间，高33.4米，单檐歇山顶。箭楼的正面设四层箭窗，每层12孔，左右两面各三层，每层3孔，利于射击。
中华民国初期，四座闸楼及其墙段被拆除，北门正楼和南门箭楼先后毁于辛亥革命和二虎守长安时的战火。中国抗日战争期间，部分城墙段作为了防空洞使用，破损严重。
中华人民共和国成立后，拆掉了部分角楼、敌楼以及大量雉堞和女墙。为了发展交通，还将不少墙段打通，形成豁口。到1983年时，西安城墙仅存城楼和箭楼6座，并且有14处豁口。1983年起，城墙周边设立了中国唯一的环城公园。1990年代末，西安市政府开始实施贯通工程，连缀近代以来形成的豁口，到2005年，整座西安城墙已实现了全面贯通。

## 历史

### 唐五代宋金元
唐朝末年，烽烟四起，曾经辉煌的长安城毁于战乱。唐昭宗天祐元年正月（904年），权臣朱全忠胁迫昭宗迁都洛阳。天祐元年三月，留守长安的佑国军节度使、京兆尹韩建对长安城进行了改建，谓之“新城”。韩建放弃了宫城及外郭城，仅仅保留了皇城。此外，出于防卫的考虑，原先的许多城门被封闭，仅保留下五座城门。即，南“安上门”、“含光门”，北“承天门”易名“玄武门”，东“景风门”，西“顺义门”。其中含光门，封闭了原中西两道门洞，仅留东门洞通行。
唐以后，长安城历经后梁大安府城，后唐、后晋、后汉、后周、北宋、金之京兆府城，元之奉元路城。除元代封闭南城墙之“含光门”外，其建制均沿袭韩建新城。

### 明清
明太祖洪武二年三月（1396年），徐达率军攻占关中，改奉元路为西安府，今“西安”之名即源于此。洪武三年四月（1370年），朱元璋封次子朱樉为秦王，以坐镇西北，屏藩帝室。为加强西北重镇西安府城的防卫和准备秦王就藩，朱元璋先后命长兴侯耿炳文、都督濮英及宋国公冯胜扩建督修西安城。大规模筑城工程，于洪武七年（1374年）始，至洪武十一年（1378年）完工。
明代西安府城，以韩建新城为基础，向东、北各延伸约三分之一，形制为横长方形，周长13.78千米，基本奠定了今西安城的规模。洪武初，四门外建有瓮城，并分别在内城、瓮城上建有正楼、箭楼二重。此后明代历朝多次修葺城垣。嘉靖五年（1526年），陕西巡抚王荩重修四门城楼。隆庆二年（1568），陕西巡抚张祉在城墙外壁和顶部包砌青砖，以改建为砖城。崇祯九年（1636年），陕西巡抚孙传庭于四门瓮城外加筑月城，月城上筑闸楼，并改原过护城壕之固定桥为吊桥。至此“门三重楼三重”之形制成为定式。
清代西安府城，因明旧制，历朝亦多次修葺。

### 清以后至今
目前西安城墙共18座门，其筑门历史大体可分为四个阶段：
- 明代始建，沿袭至今的4座城门：永宁门、安远门、长乐门、安定门。

- 民国初年，为适应交通需要，新辟诸城门：中山门、玉祥门、解放门（原名中正门）。

- 抗日战争时期，临时开辟的诸防空便门，后经改建成为正式城门：勿幕门（原四府街防空便门）、建国门（原小差市防空便门）、朝阳门（原崇礼路防空便门）、尚武门（原西北三路防空便门）。

- 中华人民共和国共和国成立后，新辟、修葺的诸城门：和平门、文昌门、朱雀门、尚德门、尚勤门、尚俭门、含光门。2004年12月26日，随着解放门建成，西安城墙实现了全面贯通，18座城门的格局至此确定。

18座城门分布，南7门、北6门、西2门、东3门（明代始建：明；民国始建：民；共和国始建：共）：
- 南城墙7门（东→西）：建国门（民）、和平门（共）、文昌门（共）、永宁门（明）、朱雀门（共）、勿幕门（民）、含光门（共）。

- 北城墙6门（东→西）：尚勤门（共）、尚俭门（共）、解放门（民）、尚德门（共）、安远门（明）、尚武门（民）。

- 西城墙2门（南→北）： 安定门（明）、玉祥门（民）。

- 东城墙3门（南→北）：长乐门（明）、中山门（民）、朝阳门（民）。

## 南城城门（7座）

### 永宁门

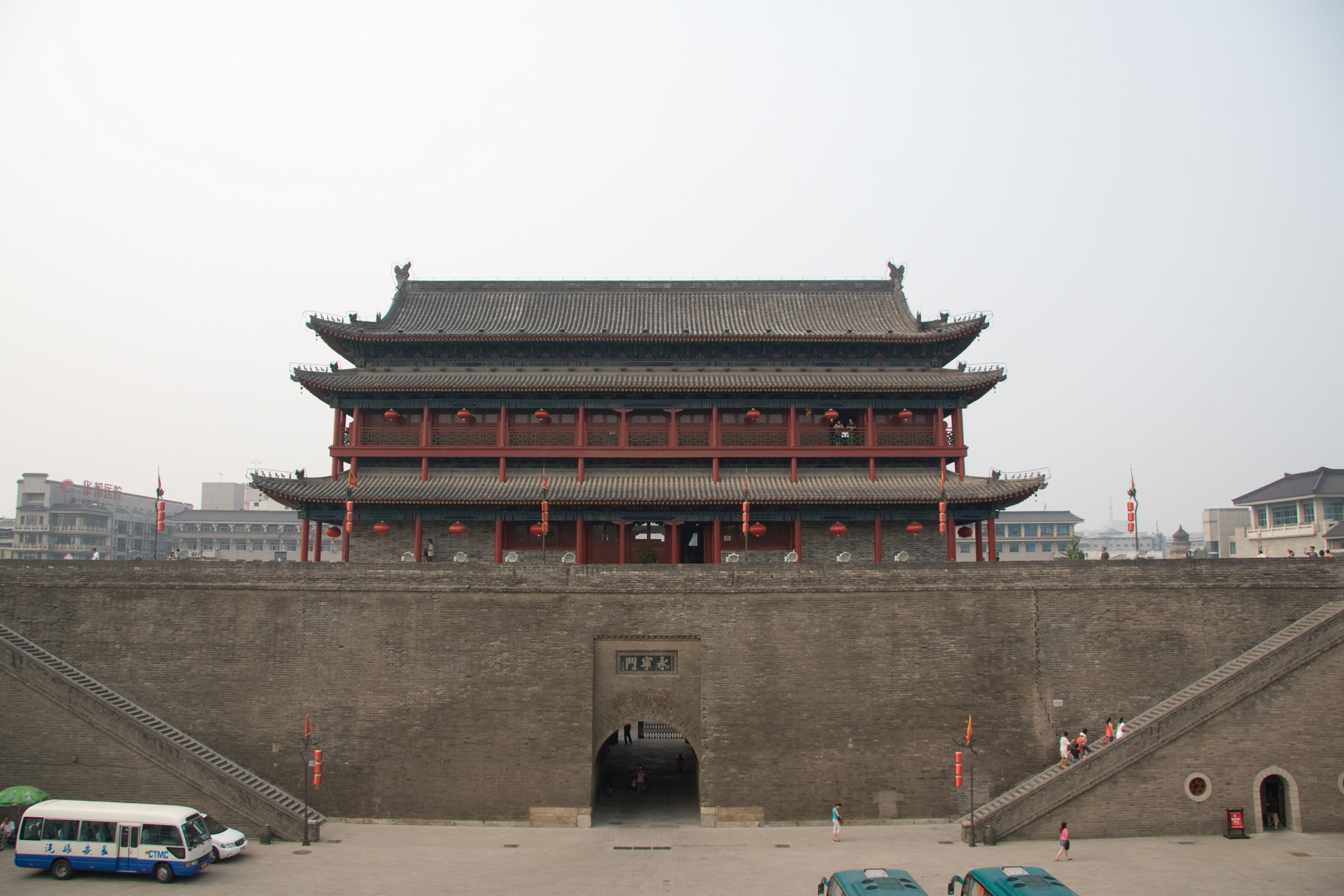
西安城墙南门永宁门瓮城上，永宁门正楼

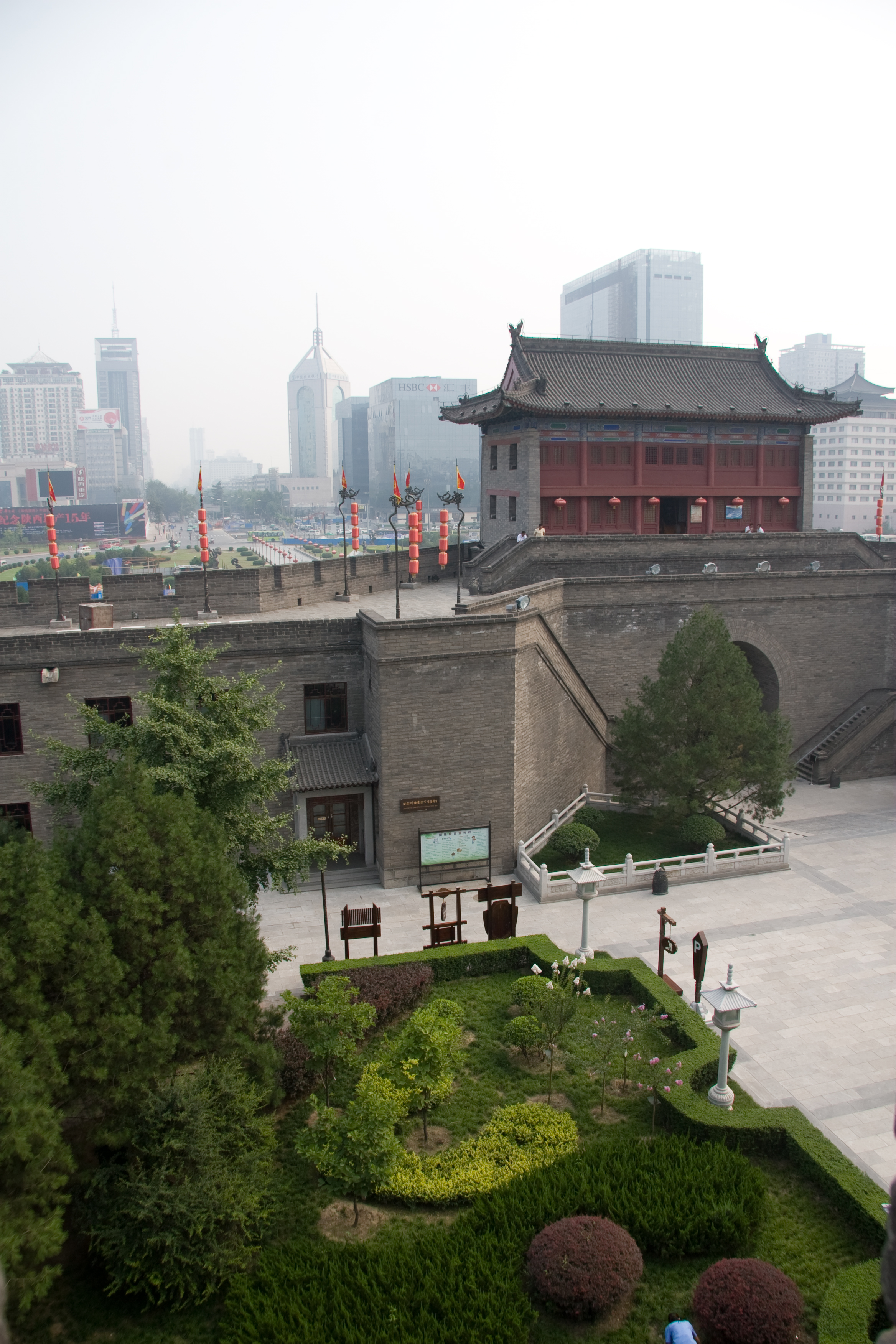
西安城墙南门永宁门瓮城上，永宁门闸楼

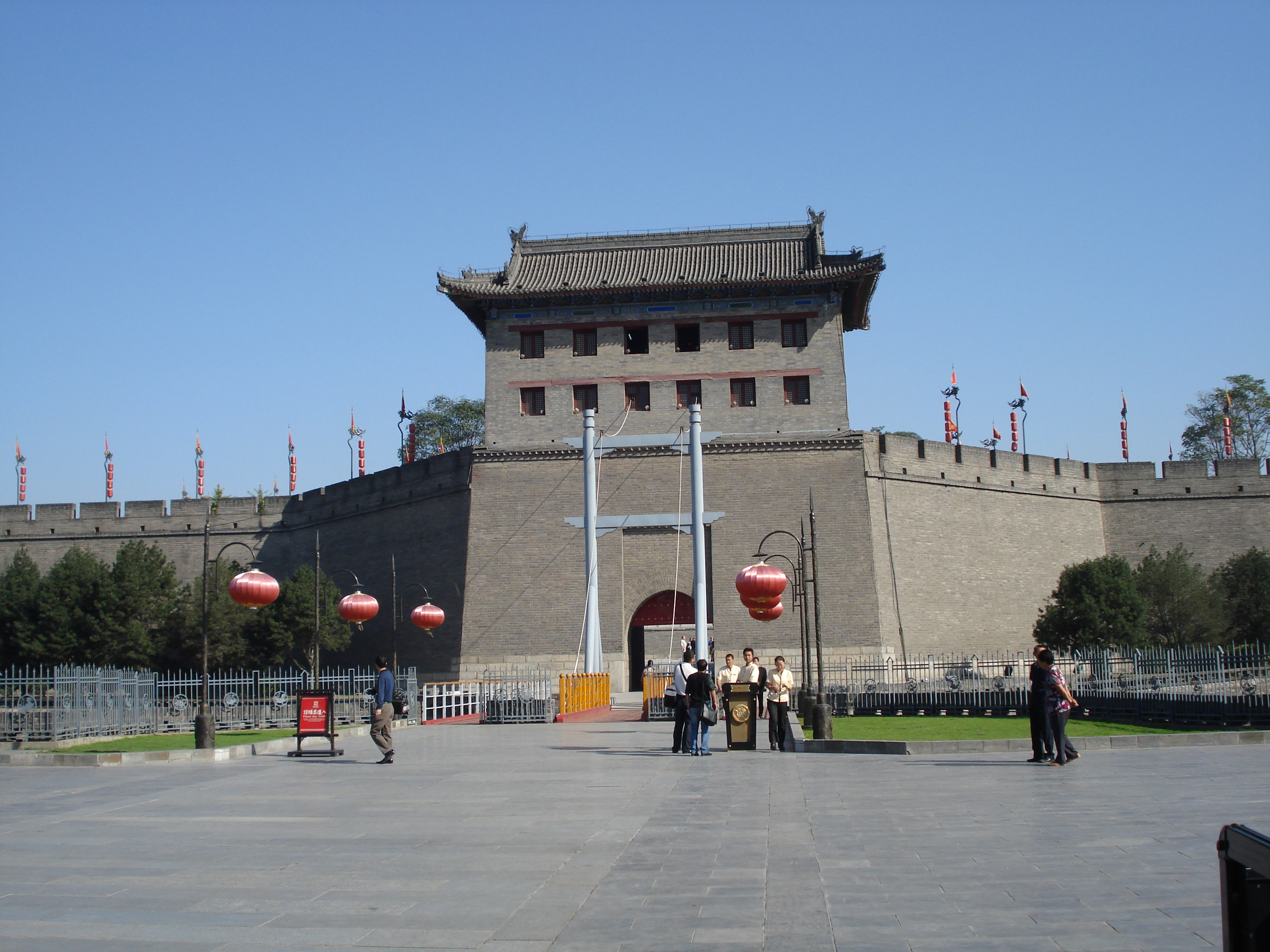
西安城墙南门永宁门外，永宁门吊桥、闸楼（摄于2014年之前，此时永宁门箭楼还未复建）

永宁门，是西安城墙正南门，位于南城墙中部偏西。原为隋唐长安皇城南面偏东之“安上门”，唐末韩建改筑新城时保留。明洪武初，扩建西安府城，沿用为南门，易名“永宁门”。民国元年6月（1912年），陕西都督张凤翙曾为永宁门题写门楣。今永宁门完整保留了明代“门三重楼三重”的形制。

### 含光门
含光门，是西安城墙南侧的一座城门，位于永宁门以西，甜水井街南端。原为隋唐长安皇城南面偏西门，唐末韩建改筑新城时保留。1950年代以前，发现唐含光门遗址。2004年，于遗址两侧开辟城门，各砌两个券洞，沿袭“含光门”之名。

### 勿幕门
勿幕门，原名“井上将门”，是西安城墙南侧的一座城门，位于永宁门以西，四府街南端。1939年开辟，以纪念国民革命先驱井勿幕而得名。

### 朱雀门
朱雀门，是西安城墙南侧的一座城门，位于永宁门以西，南广济街南端，1986年开辟。因门址位于隋唐长安皇城朱雀门西侧，故名“朱雀门”。

### 文昌门
文昌门，是西安城墙南侧的一座城门，位于永宁门以东，柏树林南端，1984年开辟。门上城墙西侧，明清两代建有魁星楼。魁星为中国古代神话中主宰文运之神，故魁星楼下新筑城门便命名“文昌门”。

### 和平门
和平门，是西安城墙南侧的一座城门，位于永宁门以东，和平路南端，1953年开辟，以和平路名“和平门”。

### 建国门
建国门，是西安城墙南侧的一座城门，位于永宁门以东，建国路南端，1939年开辟，1984年重建。1986年，以建国路命名“建国门”。

## 北城城门（6座）

### 安远门

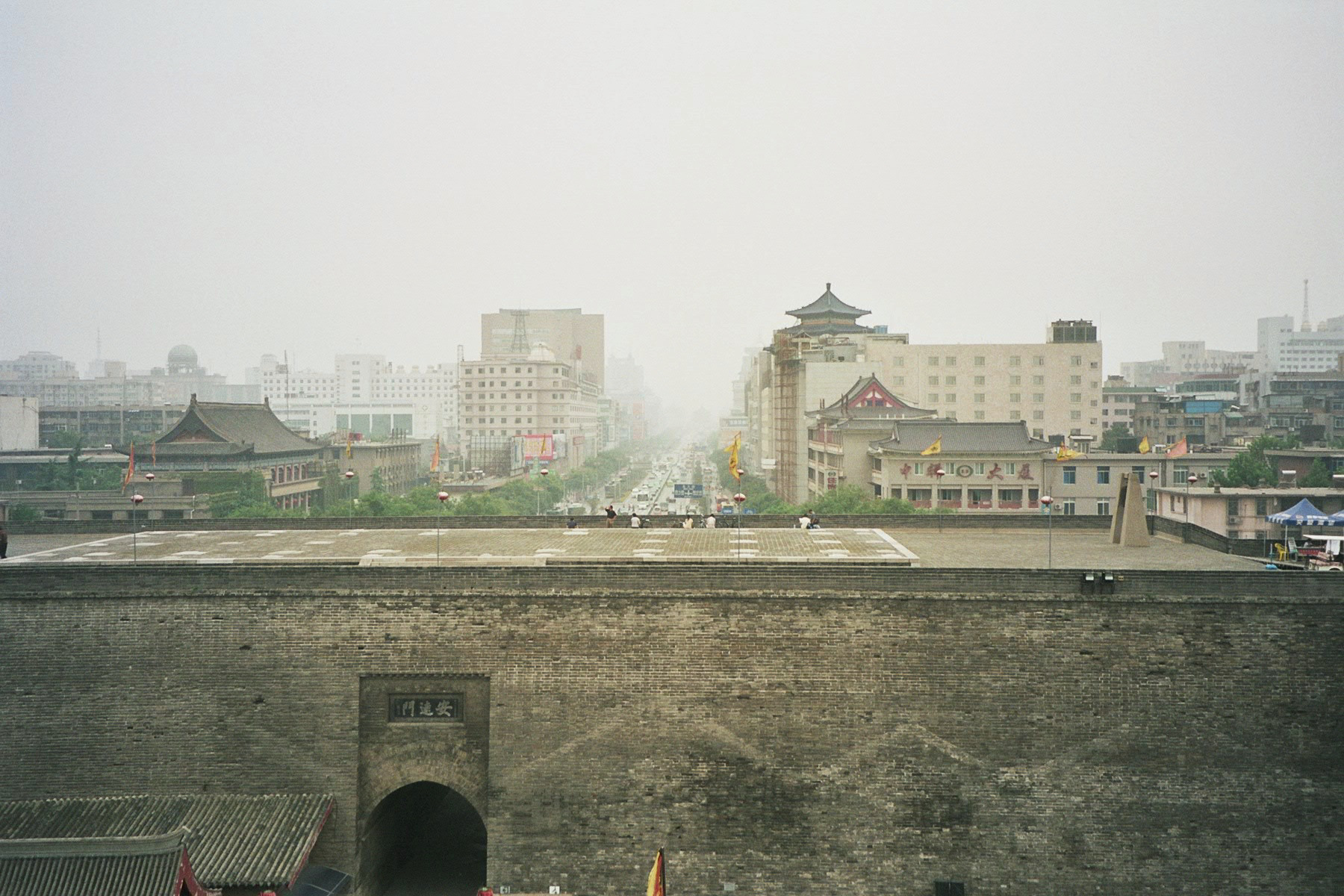
北门安远门瓮城上，安远门正楼遗址

安远门，是西安城墙正北门，位于北城墙中部偏西。其位置原为唐长安太极宫与东宫交界的宫墙中段，唐末韩建改筑新城时被隔在北城墙之外。明洪武初，向北扩建西安府城时新建安远门，后历清代、民国，沿袭至今。安远门正楼门洞，现存民国元年6月（1912年），陕西都督张凤翙所题写的门楣。今安远门存瓮城、箭楼及二重门洞。

### 尚武门
尚武门，是西安城墙北侧的一座城门，位于安远门以西，西北三路北端，1939年开辟，1996年重建。因门内西侧为清代习武园，故名“尚武门”。

### 尚德门
尚德门，是西安城墙北侧的一座城门，位于安远门以东，尚德路北端，1986年开辟，以尚德路名“尚德门”。

### 解放门

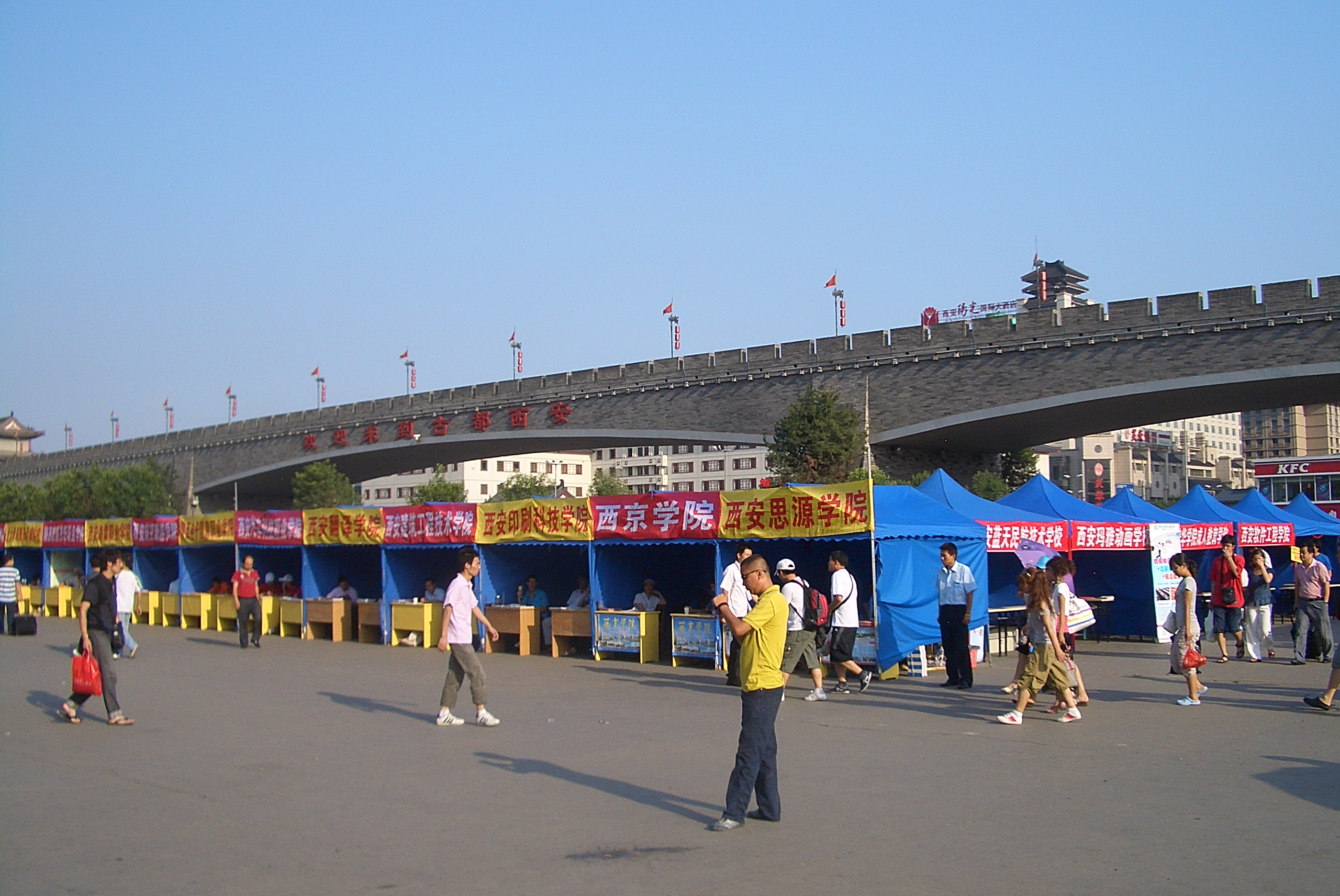
解放门，门外火车站广场

解放门，原名“中正门”，是西安城墙北侧的一座城门，位于安远门以东，解放路北端，西安火车站南侧，1934年开辟。

### 尚俭门
尚俭门，是西安城墙北侧的一座城门，位于安远门以东，尚俭路北端，2004年开辟，以尚俭路名“尚俭门”。

### 尚勤门
尚勤门，是西安城墙北侧的一座城门，位于安远门以东，尚勤路北端，2004年开辟，以尚勤路名“尚勤门”。

## 西城城门（2座）

### 安定门
安定门，是西安城墙正西门，位于西城墙中部偏南。原为隋唐长安皇城西面中门“顺义门”，唐末韩建改筑新城时保留。明洪武初，扩建西安府城，此门沿用为西门，易名“安定门”。安定门正楼门洞，现存民国元年6月（1912年），陕西都督张凤翙所题写的门楣。今安定门存瓮城、箭楼、正楼及二重门洞。

### 玉祥门
玉祥门，是西安城墙西侧的一座城门，位于安定门以北，莲湖路西端。1928年开辟，以纪念冯玉祥平镇嵩军围困西安得名。 

## 东城城门（3座）

### 长乐门

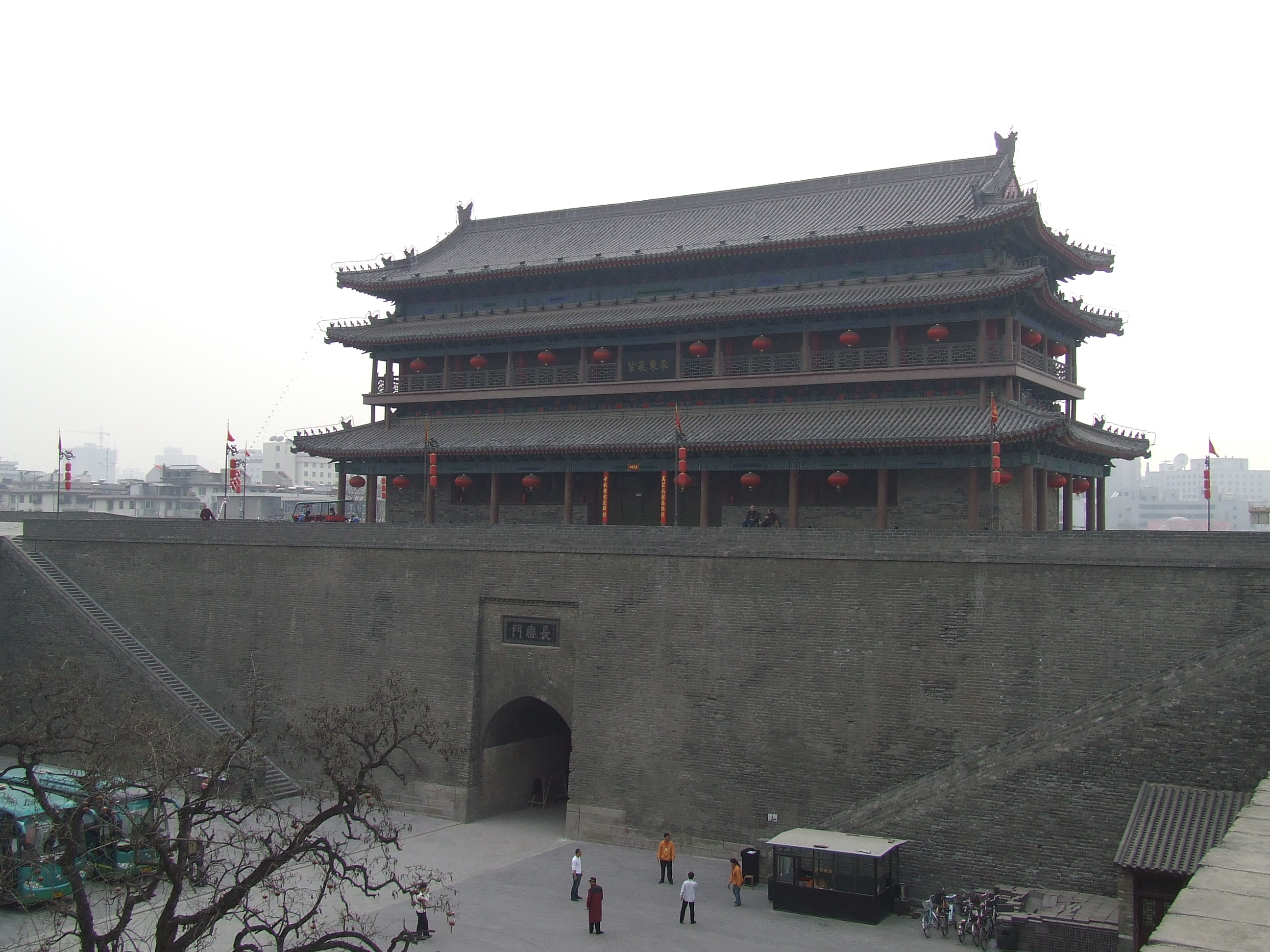
东门长乐门瓮城上，长乐门正楼

长乐门，是西安城墙正东门，位于东城墙中部偏南。明洪武初扩建西安府城时新建长乐门。长乐门正楼门洞，现存民国元年6月（1912年），陕西都督张凤翙所题写的门楣。今长乐门存瓮城、箭楼、正楼及二重门洞。

### 中山门
中山门，是西安城墙东侧的一座城门，俗称“小东门”，位于长乐门以北，东新街东端。1927年开辟，以纪念国民革命领袖孙中山而得名。

### 朝阳门
朝阳门，是西安城墙东侧的一座城门，位于长乐门以北，东五路东端，1939年开辟，1992年重建。因其地处城东，故取“迎着太阳升起”之意命名为“朝阳门”。